# Athlétisme aux Jeux olympiques d'été de 1936
Pour des articles plus généraux, voir Jeux olympiques d'été de 1936 et Athlétisme aux Jeux olympiques.
Navigation
Les épreuves d'athlétisme des Jeux olympiques d'été de 1936 ont eu lieu du 2 au 9 août 1936 au Stade olympique de Berlin. 776 athlètes issus de 43 pays, participent aux 29 épreuves au programme (23 masculines et 6 féminines).

## Faits marquants
Jesse Owens est le deuxième athlète de l'histoire à réaliser un quadruplé (100 m, 200 m, relais 4 × 100 m et saut en longueur), après Alvin Kraenzlein en 1900. [affirmation fausse ou imprécise : cf  les cas de Ville Ritola, et Paavo Nurmi en 1924 ainsi que Willis Lee, Nedo Nadi,Hubert Van Innis, Lloyd Spooner, Carl Osburn en 1920]

## Résultats

### Hommes
| Épreuve | Or                                                                                          | Argent                                                                        | Bronze                                                                                  |
| --- | ------------------------------------------------------------------------------------------- | ----------------------------------------------------------------------------- | --------------------------------------------------------------------------------------- |
| 100 m détails | Jesse Owens (USA) 10 s 3                                                                    | Ralph Metcalfe (USA) 10 s 4                                                   | Tinus Osendarp (NED) 10 s 5                                                             |
| 200 m détails | Jesse Owens (USA) 20 s 7 (OR)                                                               | Matthew Robinson (USA) 21 s 1                                                 | Tinus Osendarp (NED) 21 s 3                                                             |
| 400 m détails | Archie Williams (USA) 46 s 5                                                                | Godfrey Brown (GBR) 46 s 7                                                    | James LuValle (USA) 46 s 8                                                              |
| 800 m détails | John Woodruff (USA) 1 min 52 s 9                                                            | Mario Lanzi (ITA) 1 min 53 s 3                                                | Phil Edwards (CAN) 1 min 53 s 6                                                         |
| 1 500 m détails | Jack Lovelock (NZL) 3 min 47 s 8 (WR)                                                       | Glenn Cunningham (USA) 3 min 48 s 4                                           | Luigi Beccali (ITA) 3 min 49 s 2                                                        |
| 5 000 m détails | Gunnar Höckert (FIN) 14 min 22 s 2 (OR)                                                     | Lauri Lehtinen (FIN) 14 min 25 s 8                                            | Henry Jonsson (SWE) 14 min 29 s 0                                                       |
| 10 000 m détails | Ilmari Salminen (FIN) 30 min 15 s 4                                                         | Arvo Askola (FIN) 30 min 15 s 6                                               | Volmari Iso-Hollo (FIN) 30 min 20 s 2                                                   |
| Marathon détails | Son Ki-Jeong (JPN) 2 h 29 min 19 s 2 (OR)                                                   | Ernest Harper (GBR) 2 h 31 min 23 s 2                                         | Nan Shoryu (JPN) 2 h 31 min 42 s 0                                                      |
| 110 m haies détails | Forrest Towns (USA) 14 s 2                                                                  | Donald Finlay (GBR) 14 s 4                                                    | Frederick Pollard (USA) 14 s 4                                                          |
| 400 m haies détails | Glenn Hardin (USA) 52 s 4                                                                   | John Loaring (CAN) 52 s 7                                                     | Miguel White (PHI) 52 s 8                                                               |
| 3 000 m steeple détails | Volmari Iso-Hollo (FIN) 9 min 03 s 8 (WR)                                                   | Kaarlo Tuominen (FIN) 9 min 06 s 8                                            | Alfred Dompert (GER) 9 min 07 s 2                                                       |
| 4 × 100 m détails | États-Unis Jesse Owens Ralph Metcalfe Foy Draper Frank Wykoff 39 s 8 (WR)                   | Italie Orazio Mariani Gianni Caldana Elio Ragni Tullio Gonnelli 41 s 1        | Allemagne Wilhelm Leichum Erich Borchmeyer Erwin Gillmeister Gerd Hornberger 41 s 2     |
| 4 × 400 m détails | Grande-Bretagne Frederick Wolff Godfrey Rampling William Roberts Godfrey Brown 3 min 09 s 0 | États-Unis Harold Cagle Robert Young Edward O’Brien Alfred Fitch 3 min 11 s 0 | Allemagne Helmut Hamann Friedrich von Stülpnagel Harry Voigt Rudolf Harbig 3 min 11 s 8 |
| 50 km marche détails | Harold Whitlock (GBR) 4 h 30 min 41 s 4 (WR)                                                | Arthur Schwab (SUI) 4 h 32 min 09 s 2                                         | Adalberts Bubenko (LAT) 4 h 32 min 42 s 2                                               |
| Saut en longueur détails | Jesse Owens (USA) 8,06 m (OR)                                                               | Luz Long (GER) 7,87 m                                                         | Naoto Tajima (JPN) 7,74 m                                                               |
| Triple saut détails | Naoto Tajima (JPN) 16,00 m (WR)                                                             | Masao Harada (JPN) 15,66 m                                                    | Jack Metcalfe (AUS) 15,50 m                                                             |
| Saut en hauteur détails | Cornelius Johnson (USA) 2,03 m (OR)                                                         | David Albritton (USA) 2,00 m                                                  | Delos Thurber (USA) 2,00 m                                                              |
| Saut à la perche détails | Earle Meadows (USA) 4,35 m (OR)                                                             | Shūhei Nishida (JPN) 4,25 m                                                   | Sueo Ōe (JPN) 4,25 m                                                                    |
| Lancer du poids détails | Hans Woellke (GER) 16,20 m (OR)                                                             | Sulo Bärlund (FIN) 16,12 m                                                    | Gerhard Stöck (GER) 15,66 m                                                             |
| Lancer du disque détails | Kenneth Carpenter (USA) 50,48 m (OR)                                                        | Gordon Dunn (USA) 49,36 m                                                     | Giorgio Oberweger (ITA) 49,23 m                                                         |
| Lancer du javelot détails | Gerhard Stöck (GER) 71,84 m                                                                 | Yrjö Nikkanen (FIN) 70,77 m                                                   | Kalervo Toivonen (FIN) 70,72 m                                                          |
| Lancer du marteau détails | Karl Hein (GER) 56,49 m (OR)                                                                | Erwin Blask (GER) 55,04 m                                                     | Fred Warngård Suède 54,83 m                                                             |
| Décathlon détails | Glenn Morris (USA) 7 900 pts (WR)                                                           | Robert Clark (USA) 7 601 pts                                                  | Jack Parker (USA) 7 275 pts                                                             |
| Records et Performances - AR : Record continental (area record) - CR : Record des championnats (championship record) - MR : Record du meeting (meet record) - NR : Record national (national record) - OR : Record olympique (olympic record) - PR : Record paralympique (paralympic record) - PB : Record personnel (personal best) - SB : Meilleure performance personnelle de la saison (season's best) - WL : Meilleure performance mondiale de l'année (world leader) - WJR : Record du monde junior (world junior record) - WR : Record du monde (world record) Circonstances et Conditions - DNF : N'a pas terminé (did not finish) - DNS : N'a pas pris le départ (did not start) - DQ : Disqualification (disqualification) - NM : Aucun essai valable enregistré (No Mark) - Q : Qualifié « directement » au prochain tour (ou à la prochaine compétition), lors d'une compétition majeure, grâce au classement ou à la réalisation des minima (automatic qualifier) - q : Qualifié au prochain tour (ou à la prochaine compétition), lors d'une compétition majeure, grâce au repêchage ou à la réalisation de l'une des meilleures performances parmi celles des « non qualifiés directement » (grâce au meilleur temps ou à la meilleure distance par exemple) (secondary qualifier) |                                                                                             |                                                                               |                                                                                         |

### Femmes
| Épreuve | Or                                                                           | Argent                                                                        | Bronze                                                                      |
| --- | ---------------------------------------------------------------------------- | ----------------------------------------------------------------------------- | --------------------------------------------------------------------------- |
| 100 m détails | Helen Stephens (USA) 11 s 5 (WR)                                             | Stanisława Walasiewicz (POL) 11 s 7                                           | Käthe Krauss (GER) 11 s 9                                                   |
| 80 m haies détails | Trebisonda Valla (ITA) 11 s 7 (OR)                                           | Anni Steuer (GER) 11 s 7                                                      | Elizabeth Taylor (CAN) 11 s 7                                               |
| 4 × 100 m détails | États-Unis Harriet Bland Annette Rogers Betty Robinson Helen Stephens 46 s 9 | Grande-Bretagne Eileen Hiscock Violet Olney Audrey Brown Barbara Burke 47 s 6 | Canada Dorothy Brookshaw Mildred Dolson Hilda Cameron Aileen Meagher 47 s 8 |
| Saut en hauteur détails | Ibolya Csák (HUN) 1,62 m                                                     | Dorothy Odam (GBR) 1,60 m                                                     | Elfriede Kaun (GER) 1,60 m                                                  |
| Lancer du disque détails | Gisela Mauermayer (GER) 47,63 m (OR)                                         | Jadwiga Wajsówna (POL) 46,22 m                                                | Paula Mollenhauer (GER) 39,80 m                                             |
| Lancer du javelot détails | Tilly Fleischer (GER) 45,18 m (OR)                                           | Luise Krüger (GER) 43,29 m                                                    | Maria Kwaśniewska (POL) 41,80 m                                             |
| Records et Performances - AR : Record continental (area record) - CR : Record des championnats (championship record) - MR : Record du meeting (meet record) - NR : Record national (national record) - OR : Record olympique (olympic record) - PR : Record paralympique (paralympic record) - PB : Record personnel (personal best) - SB : Meilleure performance personnelle de la saison (season's best) - WL : Meilleure performance mondiale de l'année (world leader) - WJR : Record du monde junior (world junior record) - WR : Record du monde (world record) Circonstances et Conditions - DNF : N'a pas terminé (did not finish) - DNS : N'a pas pris le départ (did not start) - DQ : Disqualification (disqualification) - NM : Aucun essai valable enregistré (No Mark) - Q : Qualifié « directement » au prochain tour (ou à la prochaine compétition), lors d'une compétition majeure, grâce au classement ou à la réalisation des minima (automatic qualifier) - q : Qualifié au prochain tour (ou à la prochaine compétition), lors d'une compétition majeure, grâce au repêchage ou à la réalisation de l'une des meilleures performances parmi celles des « non qualifiés directement » (grâce au meilleur temps ou à la meilleure distance par exemple) (secondary qualifier) |                                                                              |                                                                               |                                                                             |

## Tableau des médailles

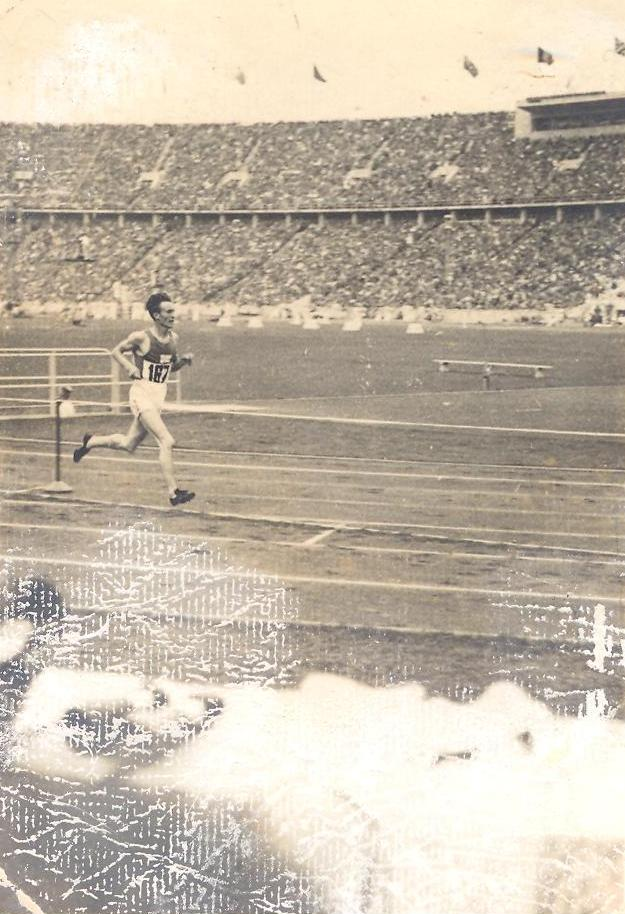
Volmari Iso-Hollo

| Rang  | Nation           | Or | Argent | Bronze | Total |
| ----- | ---------------- | -- | ------ | ------ | ----- |
| 1     | États-Unis       | 14 | 7      | 4      | 25    |
| 2     | Allemagne        | 5  | 4      | 7      | 16    |
| 3     | Finlande         | 3  | 5      | 2      | 10    |
| 4     | Grande-Bretagne  | 2  | 5      | 0      | 7     |
| 5     | Japon            | 2  | 2      | 3      | 7     |
| 6     | Italie           | 1  | 2      | 2      | 5     |
| 7     | Hongrie          | 1  | 0      | 0      | 1     |
| 7     | Nouvelle-Zélande | 1  | 0      | 0      | 1     |
| 9     | Pologne          | 0  | 2      | 1      | 3     |
| 10    | Canada           | 0  | 1      | 3      | 4     |
| 11    | Suisse           | 0  | 1      | 0      | 1     |
| 12    | Pays-Bas         | 0  | 0      | 2      | 2     |
| 12    | Suède            | 0  | 0      | 2      | 2     |
| 14    | Australie        | 0  | 0      | 1      | 1     |
| 14    | Lettonie         | 0  | 0      | 1      | 1     |
| 14    | Philippines      | 0  | 0      | 1      | 1     |
| Total | Total            | 29 | 29     | 29     | 87    |